# Amanullah Djahanbani
Pour les articles homonymes, voir Djahanbani.
Le lieutenant-général Amanullah Djahanbani (1895 - 1er février 1974 ; persan : سپهبد امانﷲ جهانبانى) est un membre de la dynastie qadjare qui fut général sous le règne de Reza Chah Pahlavi.

## Formation
Djahanbani naît en 1895. Il est l’arrière-petit-fils du chah Fath Ali. À l’âge de dix ans, il est envoyé à Saint-Pétersbourg, dans une école impériale de cadets. Il devient officier au moment de la Première Guerre mondiale.

## Carrière
Après avoir terminé des études supérieures en Europe au cours d’un second séjour, il devient général major des forces armées persanes., puis est nommé chef d'état-major au début des années 1920, avec le rang de général de brigade. En 1928, il dirige l'armée au Baloutchistan dans la répression des troubles. Son ascension se poursuit jusqu'en 1938, lorsqu'il tombe en disgrâce et est envoyé à la prison de Qasr par son ancien compagnon d'armes, le chah Reza Pahlavi. En 1941, il devient ministre de l'intérieur. Quelques mois plus tard, lorsque le nouveau chah Mohammad Reza Pahlavi monte sur le trône en 1941, il  est nommé sénateur à vie.

## Vie privée et mort
Djahanbani s'est marié deux fois. Il a eu neuf enfants. Sa deuxième épouse, Hélène Kaminsky, issue de la bonne société de Petrograd, lui donne quatre enfants: Nader (futur général des forces aériennes, Parviz (futur officier dans la marine impériale iranienne), Khosrow (futur époux de la princesse Shahnaz), et Mehr Monir. le général Djahanbani était aussi le beau-père du capitaine Nasrollah Amanpour, oncle paternel de la journaliste de CNN, Christiane Amanpour.
Il meurt à l'âge de 79 ans.